# Moczydły-Pszczółki
Moczydły-Pszczółki [mɔˈt͡ʂɨdwɨ ˈpʂt͡ʂuu̯ki] est un village polonais de la gmina de Perlejewo dans le powiat de Siemiatycze et dans la voïvodie de Podlachie.